# Сейни Санянг
Сейни Санянг (на английски: Sainey Sanyang) е гамбийски футболист, играч на ЦСКА София.

## Кариера
Играе като ляв защитник, но се справя и като десен бек. Юноша на Хоукс Банджул Гамбия, като през 2020 пробива в първия тим. На 25 юни 2023 подписва с ЦСКА.
Дебютира за националния отбор на Гамбия до 20 години на 23 юли 2022 при победата с 1:0 над Гвинея-Бисау. Участва на купата на Африканските нации до 20 години през 2023 в Египет като играе в 6 мача и стига с тима до финала на състезанието, където губят от Сенегал с 2:0. Участва и на Световното първенство до 20 години през 2023 в Аржентина, където има 4 мача и стига до осминафинал. Изиграва общо 12 мача за тази формация. Ще играе като ляв бек.